# Jeux d'Asie du Sud-Est de 2011
Navigation
Édition précédente Édition suivante
Les Jeux d'Asie du Sud-Est de 2011, officiellement connus comme les  26es Jeux d'Asie du Sud-Est, sont une compétition multisports internationale qui se tient du 11 au 22 novembre 2011 à Jakarta et Palembang, en Indonésie.
Ce sont les quatrièmes Jeux d'Asie du Sud-Est se déroulant en Indonésie après ceux de 1979, 1987 et 1997 à Jakarta.

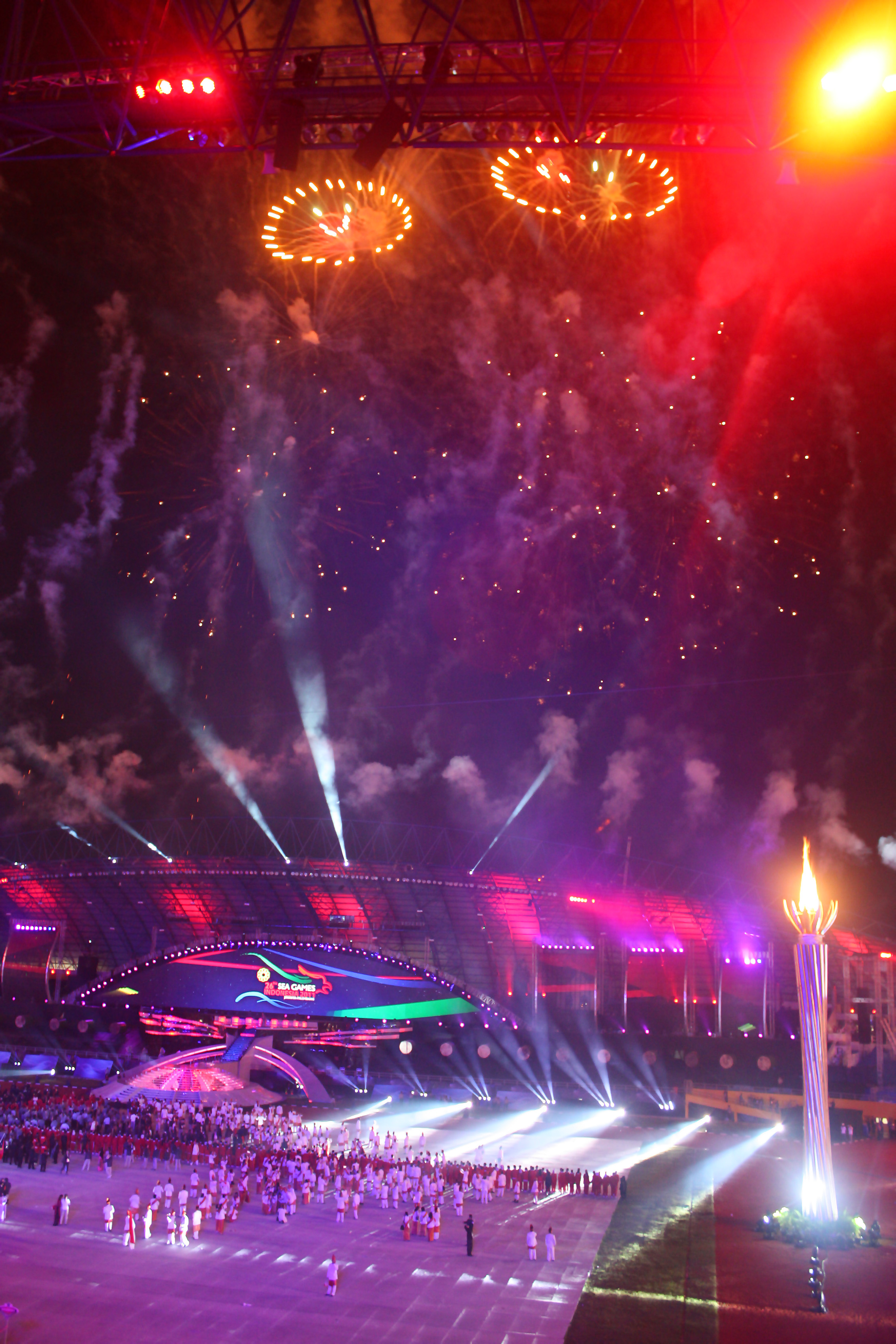
Les feux d'artifice après l'allumage de la flamme marquent le début des XXVIe Jeux d'Asie du Sud-Est à Palembang, le 11 novembre 2011.

## Organisation

### Comité d'organisation
Le comité d'organisation des Jeux d'Asie du Sud-Est d'Indonésie, appelé Inasoc, est l'organisme chargé de l'organisation de ces Jeux. Le président de l'Inasoc est Rita Subowo, qui est aussi président du comité national olympique indonésien.

### Coûts
Le budget de l'État indonésien de 2010 accorde 350 milliards de roupies indonésiennes aux Jeux, tandis que le budget de 2011 donne un total de 2,1 milliers de milliards de roupies. Selon le Ministre indonésien de la Jeunesse et des Sports Andi Mallarangeng, le gouvernement a ajouté mille milliards de roupies.

### Villes hôtes
| \| Palembang Jakarta \| Villes hôtes des Jeux d'Asie du Sud-Est de 2011 |
| Palembang Jakarta                                                       |

Palembang, capitale du Sumatra du Sud et la capitale nationale Jakarta, sont les deux villes hôtes des Jeux d'Asie du Sud-Est de 2011, Palembang accueillant un nombre plus important d'épreuves ainsi que les cérémonies d'ouverture et de clôture.
Le gouvernement nomme au départ quatre provinces candidates à l'organisation des Jeux d'Asie du Sud-Est de 2011 : Jakarta, le Java occidental, le Java central et le Sumatra du Sud. La candidature est ensuite réduite à deux provinces. Le Président indonésien Susilo Bambang Yudhoyono affirme que deux provinces seront suffisantes, réduisant ainsi les coûts et facilitant l'organisation de la compétition.

### Sites retenus

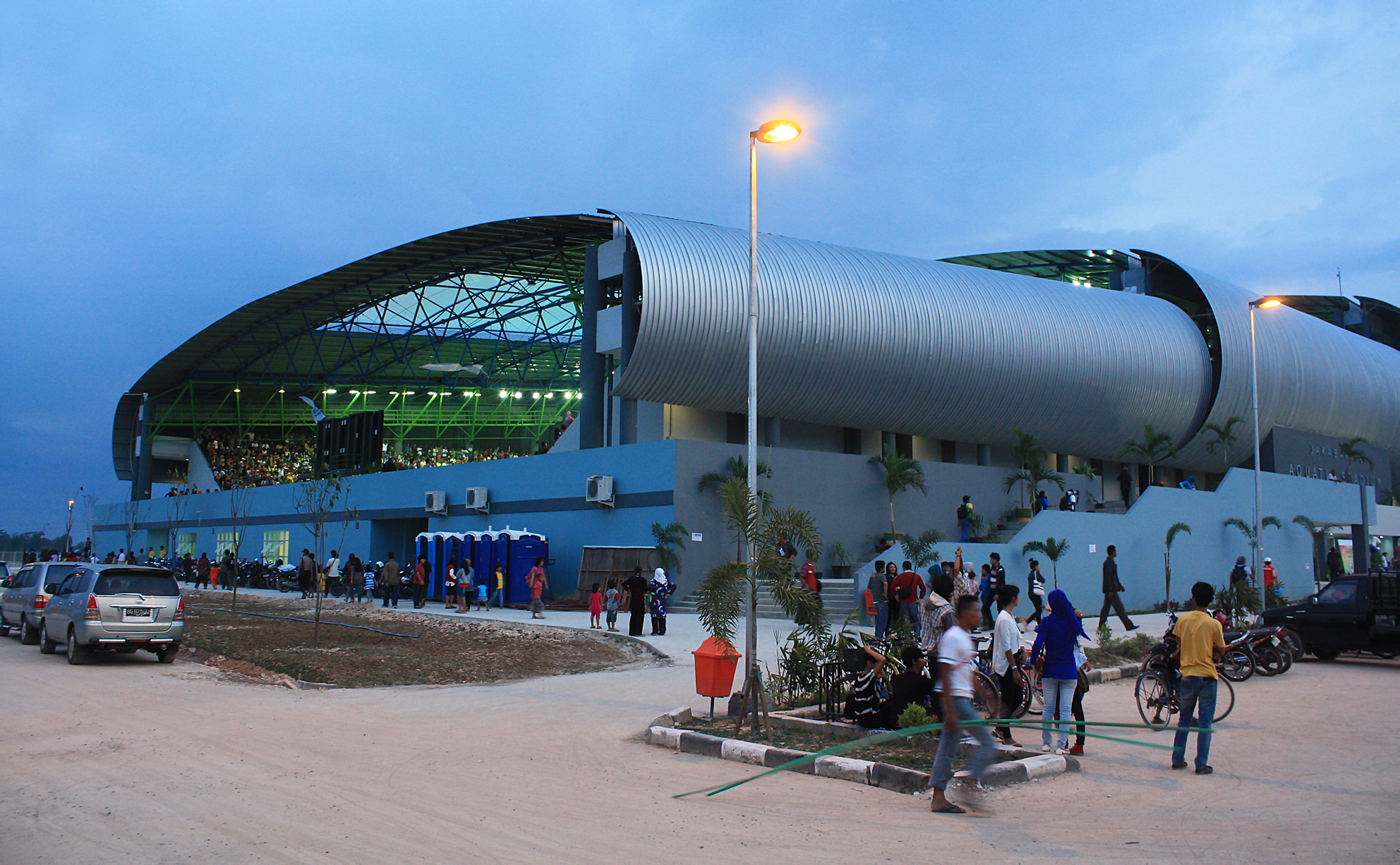
Le Centre aquatique de Jakabaring, site des sports aquatiques

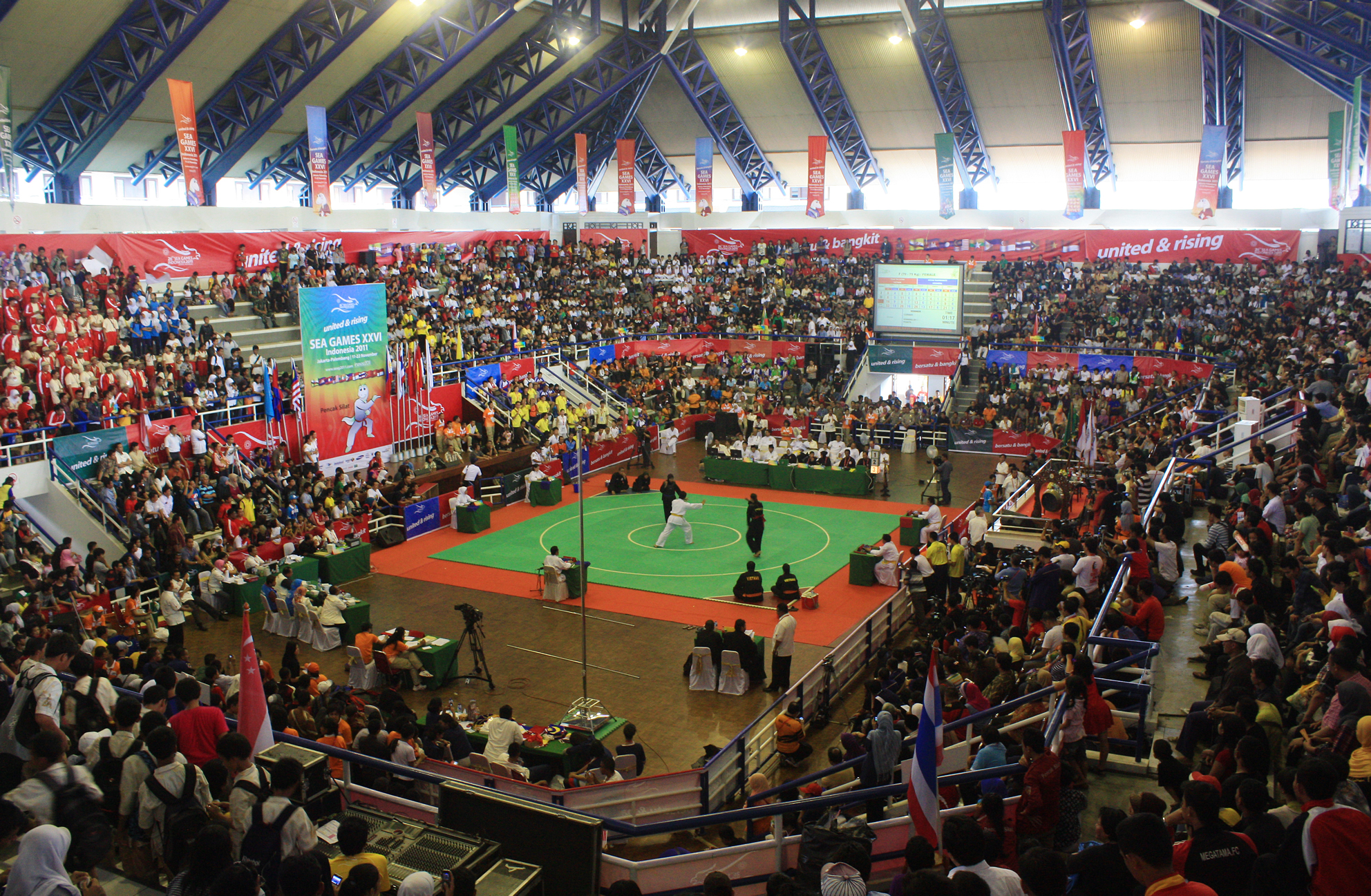
Le Padepokan Pencak Silat Indonesia accueille la compétition de pencak silat, un art martial indonésien

| Site                        | Sports |
| --------------------------- | --- |
| Dempo Hall                  | Gymnastique (aérobic) |
| Dempo Sport Complex         | Haltérophilie |
| Gedung Serbaguna Jakabaring | Lutte |
| Jakabaring Sport Complex    | Sports aquatiques (natation, plongeon, natation synchronisée, nage avec palmes), athlétisme baseball, pétanque, roller, tir, softball, tennis, beach volley, escalade, ski nautique |
| Jakabaring Billiard Arena   | Billard |
| Jayakarta Hotel             | Échecs |
| Lumban Tirta Arena          | Water-polo |
| Ranau Gymnastic Hall        | Gymnastique (artistique et rythmique) |
| SPC Jakabaring              | Sepak takraw |
| Swarna Dwipa Hotel          | Bridge |
| Université de Sriwijaya     | Boxe, volley-ball |

| Site                               | Sports                                               |
| ---------------------------------- | ---------------------------------------------------- |
| Ancol                              | Cyclisme (BMX)                                       |
| Arthayasa Stables and Country Club | Équitation                                           |
| Bowling Jaya Ancol                 | Bowling                                              |
| Gelanggang Remaja Tanjung Priok    | Vovinam                                              |
| Gelora Bung Karno                  | Football                                             |
| Gunung Mas                         | Parapente                                            |
| Gunung Pancar                      | Cyclisme (VTT)                                       |
| Jagorawi Country Club              | Golf, Boulingrin                                     |
| Lac Cipule                         | Canoë-kayak, aviron, course de bateaux traditionnels |
| Lebak Bulus Stadium                | Football                                             |
| Kelapa Gading Judo Center          | Judo                                                 |
| Kelapa Gading Sports Mall          | Basket-ball                                          |
| Padepokan Pencak Silat             | Pencak-silat                                         |
| POPKI Sport Hall                   | Futsal, Taekwondo                                    |
| Île Putri                          | Nage en eau libre                                    |
| Complexe sportif de Senayan        | Tir à l'arc, badminton, karaté, wushu                |
| Stade Soemantri Brodjonegoro       | Tennis de table                                      |
| Route de Subang                    | Cyclisme sur route                                   |
| Université d'Indonésie             | Escrime                                              |
| Vélodrome de Rawamangun            | Cyclisme sur piste                                   |

## Nations participantes
11 nations participent aux Jeux.
- Brunei
- Cambodge
- Indonésie
- Laos
- Malaisie
- Birmanie
- Philippines
- Singapour
- Thaïlande
- Timor oriental
- Viêt Nam

## Déroulement

### Épreuves

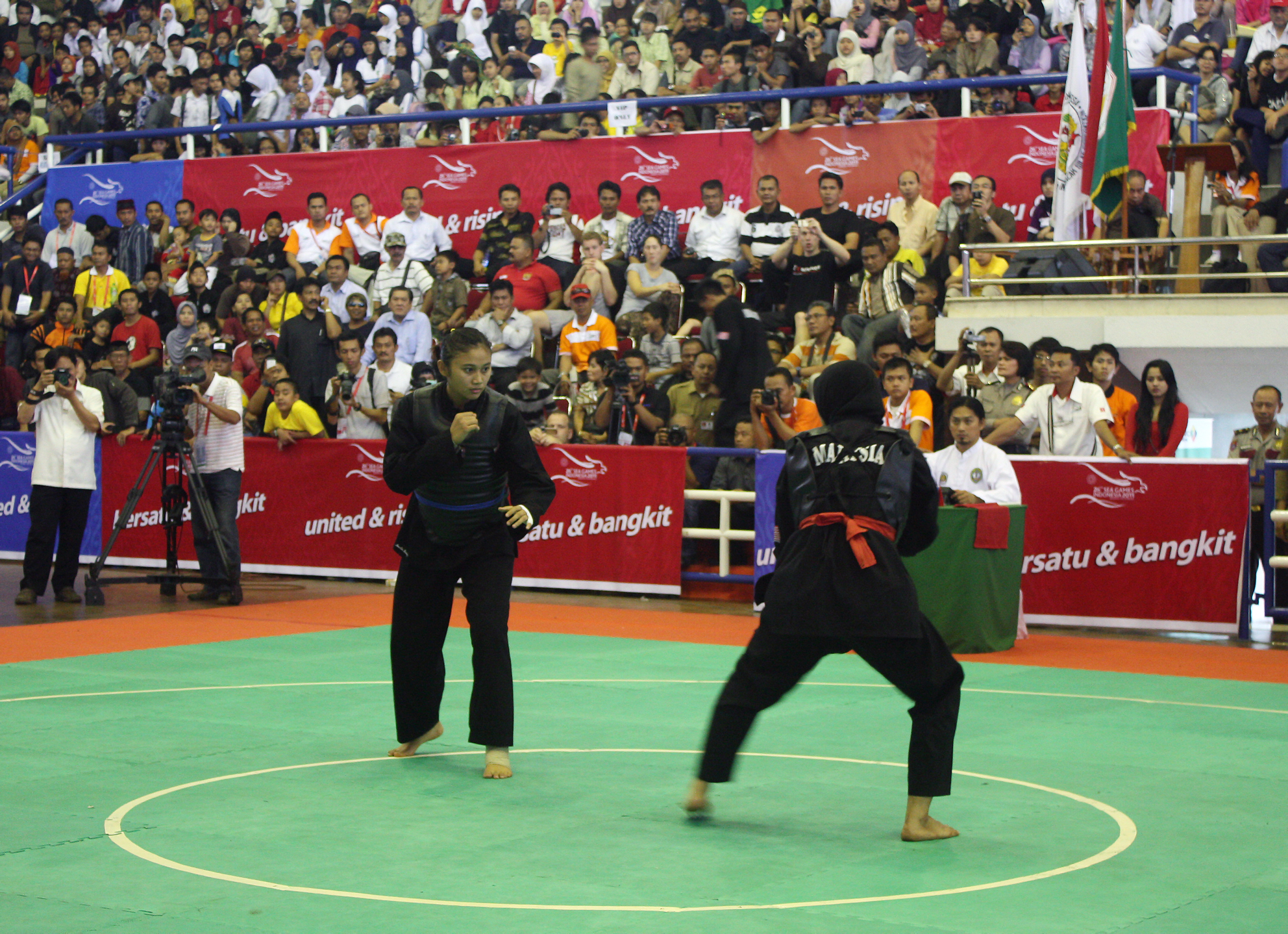
Finale de Pencak-Silat dames en classe E 65 kg - 70 kg. Amelia Roring (Indonésie - Médaillée d'or) affronte Siti Rahmah Mohamed Nasir (Malaisie - Médaillée d'argent), le 17 novembre 2011 au Padepokan Pencak Silat de Jakarta.

| - Athlétisme - Badminton - Baseball - Basket-ball - Billard et snooker - Bowling - Boxe - Bridge - Canoë-kayak - Course de bateaux traditionnelle - Cyclisme - BMX - Cyclisme sur route - Cyclisme sur piste - VTT | - Échecs - Équitation - Escalade - Escrime - Football - Futsal - Golf - Gymnastique - Haltérophilie - Judo - Karaté - Kenpō - Lutte - Sports aquatiques - Natation - Nage en eau libre - Natation synchronisée - Plongeon - Water-polo - Nage avec palmes | - Parapente - Patin à roulettes - Pencak-Silat - Pétanque - Sepak takraw - Ski nautique - Softball - Taekwondo - Tennis - Tennis de table - Tir à l'arc - Tir sportif - Voile - Volley-ball - Vovinam - Wushu |

La nage en eau libre apparaît pour la première fois au programmes des Jeux d’Asie du Sud-Est.

### Tableau des médailles
Le tableau est trié par défaut selon le nombre de médailles d'or, puis, en cas d'égalité, selon le nombre de médailles d'argent, et enfin selon le nombre de médailles de bronze. En cas d'égalité parfaite, la convention est de lister les pays par ordre alphabétique. 
| Rang | Nation         | Or  | Argent | Bronze | Total |
| --- | -------------- | --- | ------ | ------ | ----- |
| 1 | Indonésie      | 182 | 151    | 143    | 476   |
| 2 | Thaïlande      | 109 | 100    | 120    | 329   |
| 3 | Viêt Nam       | 96  | 92     | 100    | 288   |
| 4 | Malaisie       | 59  | 50     | 81     | 190   |
| 5 | Singapour      | 42  | 45     | 73     | 160   |
| 6 | Philippines    | 36  | 56     | 77     | 169   |
| 7 | Birmanie       | 16  | 27     | 37     | 80    |
| 8 | Laos           | 9   | 12     | 36     | 57    |
| 9 | Cambodge       | 4   | 11     | 24     | 39    |
| 10 | Timor oriental | 1   | 1      | 6      | 8     |
| 11 | Brunei         | 0   | 4      | 7      | 11    |
| Total | Total          | 554 | 549    | 704    | 1807  |
| Source : « seag2011.com »(Archive.org • Wikiwix • Archive.is • Google • Que faire ?) (consulté le 6 mai 2013) |                |     |        |        |       |

- Pays organisateur